# Macrogynoplax flinti
Macrogynoplax flinti és una espècie d'insecte plecòpter pertanyent a la família dels pèrlids.

## Descripció
- Els exemplars conservats en alcohol presenten un color blanc amb un tint verdós.
- Les ales anteriors del mascle fan 9 mm de llargària.
- La femella encara no ha estat descrita.[5]

## Distribució geogràfica
Es troba a Sud-amèrica: Guyana.